# Meiracyllium
Meiracyllium – rodzaj roślin z rodziny storczykowatych (Orchidaceae). Obejmuje 2 gatunki występujące w Ameryce Środkowej w takich krajach i regionach jak: Salwador, Gwatemala, Honduras, Meksyk.

## Systematyka
Rodzaj sklasyfikowany do podplemienia Laeliinae w plemieniu Epidendreae, podrodzina epidendronowe (Epidendroideae), rodzina storczykowate (Orchidaceae), rząd szparagowce (Asparagales) w obrębie roślin jednoliściennych.
Wykaz gatunków
- Meiracyllium gemma Rchb.f.
- Meiracyllium trinasutum Rchb.f.